# Hrvatska nogometna liga 2025-2026
La Hrvatska nogometna liga 2025-2026, conosciuta anche come SuperSport Hrvatska nogometna liga 2025-2026 per motivi di sponsorizzazione, è la trentacinquesima edizione della massima serie del Campionato croato di calcio, la quarta con la nuova denominazione. La competizione è iniziata il 1° agosto 2025 e terminerà il 23 maggio 2026.
Il detentore del torneo è il Rijeka.

## Stagione

### Novità
Dalla stagione 2024-2025 è stato retrocesso il Sebenico, mentre dalla 1. NL è stato promosso il Vukovar, al suo ritorno nella massima divisione dopo 25 anni (la sua unica partecipazione fu nel 1999-00).
La HNL è salita di un posto (dal 20° al 19°) del ranking UEFA, scavalcando il campionato serbo, e rimane con un posto per le qualificazioni alla UEFA Champions League.

### Regolamento
Le 10 squadre partecipanti si affrontano in un doppio girone di andata e ritorno per un totale di 36 giornate.
La prima classificata è campione di Croazia e si qualifica per agli spareggi della UEFA Champions League 2026-2027. Le squadre classificate al secondo e terzo posto si qualificano per il secondo turno di qualificazione della UEFA Conference League 2026-2027, la vincitrice della Coppa di Croazia, invece, al secondo turno di UEFA Europa League 2026-2027.
L'ultima classificata retrocede direttamente in Prva NL 2026-2027.

## Squadre partecipanti
| Squadra                 | Città         | Stadio                                                       | Stagione precedente   |
| ----------------------- | ------------- | ------------------------------------------------------------ | --------------------- |
| GNK Dinamo              | Zagabria      | Stadio Maksimir                                              | 2º in HNL             |
| HNK Hajduk              | Spalato       | Stadio di Poljud                                             | 3º in HNL             |
| HNK Gorica              | Velika Gorica | Stadio municipale                                            | 9º in HNL             |
| NK Istra 1961           | Pola          | Stadio Aldo Drosina                                          | 6º in HNL             |
| NK Lokomotiva           | Zagabria      | ŠRC Hitrec-Kacijan Stadio Kranjčevićeva                      | 8º in HNL             |
| NK Osijek               | Osijek        | Opus Arena                                                   | 7º in HNL             |
| HNK Rijeka              | Fiume         | Stadio Rujevica                                              | 1º in HNL, campione   |
| NK Slaven Belupo        | Koprivnica    | Stadio municipale Ivan Kušek-Apaš                            | 5º in HNL             |
| NK Varaždin             | Varaždin      | Stadio Anđelko Herjavec                                      | 4º in HNL             |
| HNK Vukovar 1991 s.d.d. | Vukovar       | Gradski stadion di Borovo Naselje Stadio Cibalia di Vinkovci | 1º in 1. NL, promosso |

## Classifica
|  | Pos. | Squadra             | Pt | G | V | N | P | GF | GS | DR |
|  | ---- | ------------------- | -- | - | - | - | - | -- | -- | -- |
|  | 1.   | Dinamo Zagabria     | 0  | 0 | 0 | 0 | 0 | 0  | 0  | 0  |
|  | 2.   | Hajduk Spalato      | 0  | 0 | 0 | 0 | 0 | 0  | 0  | 0  |
|  | 3.   | HNK Gorica          | 0  | 0 | 0 | 0 | 0 | 0  | 0  | 0  |
|  | 4.   | Istria 1961         | 0  | 0 | 0 | 0 | 0 | 0  | 0  | 0  |
|  | 5.   | Lokomotiva Zagabria | 0  | 0 | 0 | 0 | 0 | 0  | 0  | 0  |
|  | 6.   | Osijek              | 0  | 0 | 0 | 0 | 0 | 0  | 0  | 0  |
|  | 7.   | Rijeka              | 0  | 0 | 0 | 0 | 0 | 0  | 0  | 0  |
|  | 8.   | Slaven Belupo       | 0  | 0 | 0 | 0 | 0 | 0  | 0  | 0  |
|  | 9.   | Varaždin            | 0  | 0 | 0 | 0 | 0 | 0  | 0  | 0  |
|  | 10.  | Vukovar             | 0  | 0 | 0 | 0 | 0 | 0  | 0  | 0  |

Legenda:
      Campione di Croazia e ammessa agli spareggi della UEFA Champions League 2026-2027.
      Vincitore della coppa nazionale ed ammessa al 2º turno di qualificazione della UEFA Europa League 2026-2027.
      Ammesse al 2º turno di qualificazione della UEFA Conference League 2026-2027.
 Retrocessione diretta in 1. NL 2026-2027.
Regolamento:
Tre punti per la vittoria, uno per il pareggio, zero per la sconfitta.
In caso di arrivo di due o più squadre a pari punti, la graduatoria finale verrà stilata secondo la classifica avulsa tra le squadre interessate.

## Risultati

### Tabellone
|                   | DIN  | HAJ  | GOR  | IST  | LOK  | OSI  | RIJ  | SLA  | VAR  | VUK  |
| ----------------- | ---- | ---- | ---- | ---- | ---- | ---- | ---- | ---- | ---- | ---- |
| Dinamo Zagreb     | –––– | -    | -    | -    | -    | -    | -    | -    | -    | --   |
| Dinamo Zagreb     | –––– | -    | -    | -    | -    | -    | -    | -    | -    | --   |
| Hajduk Split      | -    | –––– | -    | 2-1  | -    | -    | -    | -    | -    | -    |
| Hajduk Split      | -    | –––– | -    | -    | -    | -    | -    | -    | -    | -    |
| Gorica            | -    | -    | –––– | -    | -    | -    | -    | -    | -    | -    |
| Gorica            | -    | -    | –––– | -    | -    | -    | -    | -    | -    | -    |
| Istra 1961        | -    | -    | -    | –––– | -    | -    | -    | -    | -    | -    |
| Istra 1961        | -    | -    | -    | –––– | -    | -    | -    | -    | -    | -    |
| Lokomotiva Zagreb | -    | -    | -    | -    | –––– | -    | -    | -    | -    | 1-0  |
| Lokomotiva Zagreb | -    | -    | -    | -    | –––– | -    | -    | -    | -    | -    |
| Osijek            | 0-2  | -    | -    | -    | -    | –––– | -    | -    | -    | -    |
| Osijek            | -    | -    | -    | -    | -    | –––– | -    | -    | -    | -    |
| Rijeka            | -    | -    | -    | -    | -    | -    | –––– | 2-0  | -    | -    |
| Rijeka            | -    | -    | -    | -    | -    | -    | –––– | -    | -    | -    |
| Slaven Belupo     | -    | -    | -    | -    | -    | -    | -    | –––– | -    | -    |
| Slaven Belupo     | -    | -    | -    | -    | -    | -    | -    | –––– | -    | -    |
| Varaždin          | -    | -    | 1-1  | -    | -    | -    | -    | -    | –––– | -    |
| Varaždin          | -    | -    | -    | -    | -    | -    | -    | -    | –––– | -    |
| Vukovar           | -    | -    | -    | -    | -    | -    | -    | -    | -    | –––– |
| Vukovar           | -    | -    | -    | -    | -    | -    | -    | -    | -    | –––– |

### Calendario 1-18
| Andata (1ª) | Andata (1ª) | 1ª giornata            | Ritorno (10ª) | Ritorno (10ª) |
|             |             |                        |               |               |
| 2 agosto    | 0-2         | Osijek - Dinamo        | _-_           | 18 ottobre    |
| 2 agosto    | 2-0         | Rijeka - Slaven Belupo | _-_           | 18 ottobre    |
| 2 agosto    | 1-1         | Varaždin - Gorica      | _-_           | 18 ottobre    |
| 2 agosto    | 2-1         | Hajduk - Istra 1961    | _-_           | 18 ottobre    |
| 2 agosto    | 1-0         | Lokomotiva - Vukovar   | _-_           | 18 ottobre    |

| Andata (2ª) | Andata (2ª) | 2ª giornata              | Ritorno (11ª) | Ritorno (11ª) |
|             |             |                          |               |               |
| 9 agosto    | _-_         | Dinamo - Vukovar         | _-_           | 25 ottobre    |
| 9 agosto    | _-_         | Istra 1961 - Lokomotiva  | _-_           | 25 ottobre    |
| 9 agosto    | _-_         | Gorica - Hajduk          | _-_           | 25 ottobre    |
| 9 agosto    | _-_         | Slaven Belupo - Varaždin | _-_           | 25 ottobre    |
| 9 agosto    | _-_         | Osijek - Rijeka          | _-_           | 25 ottobre    |

| Andata (3ª) | Andata (3ª) | 3ª giornata            | Ritorno (12ª) | Ritorno (12ª) |
|             |             |                        |               |               |
| 16 agosto   | _-_         | Rijeka - Dinamo        | _-_           | 1° novembre   |
| 16 agosto   | _-_         | Varaždin - Osijek      | _-_           | 1° novembre   |
| 16 agosto   | _-_         | Hajduk - Slaven Belupo | _-_           | 1° novembre   |
| 16 agosto   | _-_         | Lokomotiva - Gorica    | _-_           | 1° novembre   |
| 16 agosto   | _-_         | Vukovar - Istra 1961   | _-_           | 1° novembre   |

| Andata (4ª) | Andata (4ª) | 4ª giornata                | Ritorno (13ª) | Ritorno (13ª) |
|             |             |                            |               |               |
| 23 agosto   | _-_         | Dinamo - Istra 1961        | _-_           | 8 novembre    |
| 23 agosto   | _-_         | Gorica - Vukovar           | _-_           | 8 novembre    |
| 23 agosto   | _-_         | Slaven Belupo - Lokomotiva | _-_           | 8 novembre    |
| 23 agosto   | _-_         | Osijek - Hajduk            | _-_           | 8 novembre    |
| 23 agosto   | _-_         | Rijeka - Varaždin          | _-_           | 8 novembre    |

| Andata (5ª) | Andata (5ª) | 5ª giornata             | Ritorno (14ª) | Ritorno (14ª) |
|             |             |                         |               |               |
| 30 agosto   | _-_         | Varaždin - Dinamo       | _-_           | 22 novembre   |
| 30 agosto   | _-_         | Hajduk - Rijeka         | _-_           | 22 novembre   |
| 30 agosto   | _-_         | Lokomotiva - Osijek     | _-_           | 22 novembre   |
| 30 agosto   | _-_         | Vukovar - Slaven Belupo | _-_           | 22 novembre   |
| 30 agosto   | _-_         | Istra 1961 - Gorica     | _-_           | 22 novembre   |

| Andata (6ª)  | Andata (6ª) | 6ª giornata                | Ritorno (15ª) | Ritorno (15ª) |
|              |             |                            |               |               |
| 13 settembre | _-_         | Dinamo - Gorica            | _-_           | 29 novembre   |
| 13 settembre | _-_         | Slaven Belupo - Istra 1961 | _-_           | 29 novembre   |
| 13 settembre | _-_         | Osijek - Vukovar           | _-_           | 29 novembre   |
| 13 settembre | _-_         | Rijeka - Lokomotiva        | _-_           | 29 novembre   |
| 13 settembre | _-_         | Varaždin - Hajduk          | _-_           | 29 novembre   |

| Andata (7ª)  | Andata (7ª) | 7ª giornata            | Ritorno (16ª) | Ritorno (16ª) |
|              |             |                        |               |               |
| 20 settembre | _-_         | Hajduk - Dinamo        | _-_           | 6 dicembre    |
| 20 settembre | _-_         | Lokomotiva - Varaždin  | _-_           | 6 dicembre    |
| 20 settembre | _-_         | Vukovar - Rijeka       | _-_           | 6 dicembre    |
| 20 settembre | _-_         | Istra 1961 - Osijek    | _-_           | 6 dicembre    |
| 20 settembre | _-_         | Gorica - Slaven Belupo | _-_           | 6 dicembre    |

| Andata (8ª)  | Andata (8ª) | 8ª giornata            | Ritorno (17ª) | Ritorno (17ª) |
|              |             |                        |               |               |
| 27 settembre | _-_         | Dinamo - Slaven Belupo | _-_           | 13 dicembre   |
| 27 settembre | _-_         | Osijek - Gorica        | _-_           | 13 dicembre   |
| 27 settembre | _-_         | Rijeka - Istra 1961    | _-_           | 13 dicembre   |
| 27 settembre | _-_         | Varaždin - Vukovar     | _-_           | 13 dicembre   |
| 27 settembre | _-_         | Hajduk - Lokomotiva    | _-_           | 13 dicembre   |

| \| Andata (9ª) \| Andata (9ª) \| 9ª giornata \| Ritorno (18ª) \| Ritorno (18ª) \| \| \| \| \| \| \| \| 4 ottobre \| _-_ \| Lokomotiva - Dinamo \| _-_ \| 20 dicembre \| \| 4 ottobre \| _-_ \| Vukovar - Hajduk \| _-_ \| 20 dicembre \| \| 4 ottobre \| _-_ \| Istra 1961 - Varaždin \| _-_ \| 20 dicembre \| \| 4 ottobre \| _-_ \| Gorica - Rijeka \| _-_ \| 20 dicembre \| \| 4 ottobre \| _-_ \| Slaven Belupo - Osijek \| _-_ \| 20 dicembre \| |             |                        |               |               |
| Andata (9ª) | Andata (9ª) | 9ª giornata            | Ritorno (18ª) | Ritorno (18ª) |
| |             |                        |               |               |
| 4 ottobre | _-_         | Lokomotiva - Dinamo    | _-_           | 20 dicembre   |
| 4 ottobre | _-_         | Vukovar - Hajduk       | _-_           | 20 dicembre   |
| 4 ottobre | _-_         | Istra 1961 - Varaždin  | _-_           | 20 dicembre   |
| 4 ottobre | _-_         | Gorica - Rijeka        | _-_           | 20 dicembre   |
| 4 ottobre | _-_         | Slaven Belupo - Osijek | _-_           | 20 dicembre   |

### Calendario 19-36
| Andata (1ª) | Andata (1ª) | 1ª giornata            | Ritorno (10ª) | Ritorno (10ª) |
|             |             |                        |               |               |
| 24 gennaio  | _-_         | Osijek - Dinamo        | _-_           | 4 aprile      |
| 24 gennaio  | _-_         | Rijeka - Slaven Belupo | _-_           | 4 aprile      |
| 24 gennaio  | _-_         | Varaždin - Gorica      | _-_           | 4 aprile      |
| 24 gennaio  | _-_         | Hajduk - Istra 1961    | _-_           | 4 aprile      |
| 24 gennaio  | _-_         | Lokomotiv - Vukovar    | _-_           | 4 aprile      |

| Andata (2ª) | Andata (2ª) | 2ª giornata              | Ritorno (11ª) | Ritorno (11ª) |
|             |             |                          |               |               |
| 31 gennaio  | _-_         | Dinamo - Vukovar         | _-_           | 11 aprile     |
| 31 gennaio  | _-_         | Istra 1961 - Lokomotiva  | _-_           | 11 aprile     |
| 31 gennaio  | _-_         | Gorica - Hajduk          | _-_           | 11 aprile     |
| 31 gennaio  | _-_         | Slaven Belupo - Varaždin | _-_           | 11 aprile     |
| 31 gennaio  | _-_         | Osijek - Rijeka          | _-_           | 11 aprile     |

| Andata (3ª) | Andata (3ª) | 3ª giornata            | Ritorno (12ª) | Ritorno (12ª) |
|             |             |                        |               |               |
| 7 febbraio  | _-_         | Rijeka - Dinamo        | _-_           | 18 aprile     |
| 7 febbraio  | _-_         | Varaždin - Osijek      | _-_           | 18 aprile     |
| 7 febbraio  | _-_         | Hajduk - Slaven Belupo | _-_           | 18 aprile     |
| 7 febbraio  | _-_         | Lokomotiva - Gorica    | _-_           | 18 aprile     |
| 7 febbraio  | _-_         | Vukovar - Istra 1961   | _-_           | 18 aprile     |

| Andata (4ª) | Andata (4ª) | 4ª giornata                | Ritorno (13ª) | Ritorno (13ª) |
|             |             |                            |               |               |
| 14 febbraio | _-_         | Dinamo - Istra 1961        | _-_           | 22 aprile     |
| 14 febbraio | _-_         | Gorica - Vukovar           | _-_           | 22 aprile     |
| 14 febbraio | _-_         | Slaven Belupo - Lokomotiva | _-_           | 22 aprile     |
| 14 febbraio | _-_         | Osijek - Hajduk            | _-_           | 22 aprile     |
| 14 febbraio | _-_         | Rijeka - Varaždin          | _-_           | 22 aprile     |

| Andata (5ª) | Andata (5ª) | 5ª giornata             | Ritorno (14ª) | Ritorno (14ª) |
|             |             |                         |               |               |
| 21 febbraio | _-_         | Varaždin - Dinamo       | _-_           | 25 aprile     |
| 21 febbraio | _-_         | Hajduk - Rijeka         | _-_           | 25 aprile     |
| 21 febbraio | _-_         | Lokomotiva - Osijek     | _-_           | 25 aprile     |
| 21 febbraio | _-_         | Vukovar - Slaven Belupo | _-_           | 25 aprile     |
| 21 febbraio | _-_         | Istra 1961 - Gorica     | _-_           | 25 aprile     |

| Andata (6ª) | Andata (6ª) | 6ª giornata                | Ritorno (15ª) | Ritorno (15ª) |
|             |             |                            |               |               |
| 28 febbraio | _-_         | Dinamo - Gorica            | _-_           | 2 maggio      |
| 28 febbraio | _-_         | Slaven Belupo - Istra 1961 | _-_           | 2 maggio      |
| 28 febbraio | _-_         | Osijek - Vukovar           | _-_           | 2 maggio      |
| 28 febbraio | _-_         | Rijeka - Lokomotiva        | _-_           | 2 maggio      |
| 28 febbraio | _-_         | Varaždin - Hajduk          | _-_           | 2 maggio      |

| Andata (7ª) | Andata (7ª) | 7ª giornata            | Ritorno (16ª) | Ritorno (16ª) |
|             |             |                        |               |               |
| 7 marzo     | _-_         | Hajduk - Dinamo        | _-_           | 9 maggio      |
| 7 marzo     | _-_         | Lokomotiva - Varaždin  | _-_           | 9 maggio      |
| 7 marzo     | _-_         | Vukovar - Rijeka       | _-_           | 9 maggio      |
| 7 marzo     | _-_         | Istra 1961 - Osijek    | _-_           | 9 maggio      |
| 7 marzo     | _-_         | Gorica - Slaven Belupo | _-_           | 9 maggio      |

| Andata (8ª) | Andata (8ª) | 8ª giornata            | Ritorno (17ª) | Ritorno (17ª) |
|             |             |                        |               |               |
| 14 marzo    | _-_         | Dinamo - Slaven Belupo | _-_           | 16 maggio     |
| 14 marzo    | _-_         | Osijek - Gorica        | _-_           | 16 maggio     |
| 14 marzo    | _-_         | Rijeka - Istra 1961    | _-_           | 16 maggio     |
| 14 marzo    | _-_         | Varaždin - Vukovar     | _-_           | 16 maggio     |
| 14 marzo    | _-_         | Hajduk - Lokomotiva    | _-_           | 16 maggio     |

| \| Andata (9ª) \| Andata (9ª) \| 9ª giornata \| Ritorno (18ª) \| Ritorno (18ª) \| \| \| \| \| \| \| \| 21 marzo \| _-_ \| Lokomotiva - Dinamo \| _-_ \| 23 maggio \| \| 21 marzo \| _-_ \| Vukovar - Hajduk \| _-_ \| 23 maggio \| \| 21 marzo \| _-_ \| Istra 1961 - Varaždin \| _-_ \| 23 maggio \| \| 21 marzo \| _-_ \| Gorica - Rijeka \| _-_ \| 23 maggio \| \| 21 marzo \| _-_ \| Slaven Belupo - Osijek \| _-_ \| 23 maggio \| |             |                        |               |               |
| Andata (9ª) | Andata (9ª) | 9ª giornata            | Ritorno (18ª) | Ritorno (18ª) |
| |             |                        |               |               |
| 21 marzo | _-_         | Lokomotiva - Dinamo    | _-_           | 23 maggio     |
| 21 marzo | _-_         | Vukovar - Hajduk       | _-_           | 23 maggio     |
| 21 marzo | _-_         | Istra 1961 - Varaždin  | _-_           | 23 maggio     |
| 21 marzo | _-_         | Gorica - Rijeka        | _-_           | 23 maggio     |
| 21 marzo | _-_         | Slaven Belupo - Osijek | _-_           | 23 maggio     |